# 野人

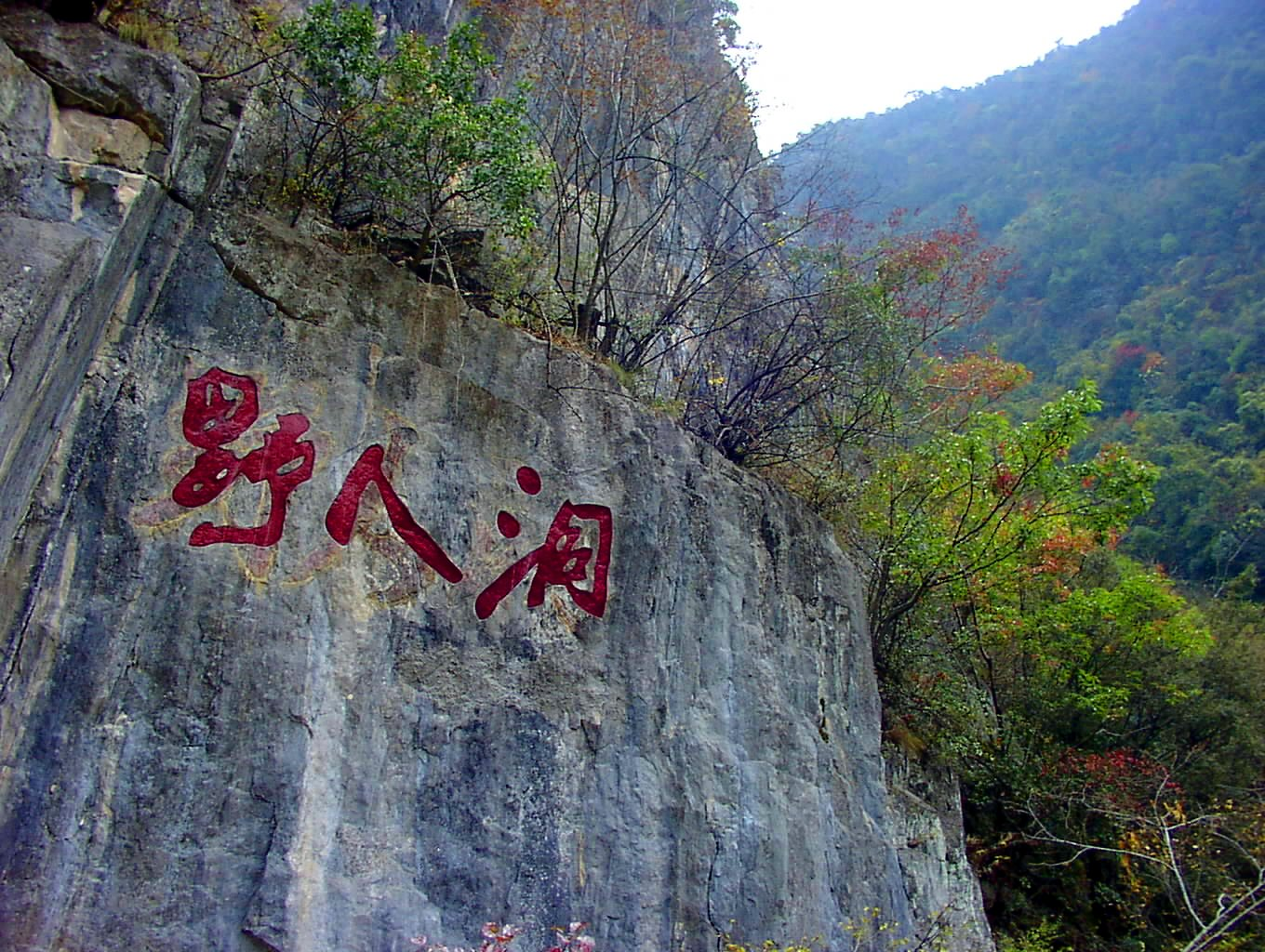
湖北省十堰市房县的野人洞

野人是一种未被证实存在的灵长目动物。其较为正式的学术名称是“直立高等灵长目奇异动物”。野人可能是远古智人进化到现代人之间，故有人将其分类为人科人属但並非智人种，可能与现代人类有最近的亲缘关系。“野人”是众多传说的神秘动物中的一种。对于“野人”，世界上不同地方有不同的称呼，如「雪人」、「幽威」、「雪怪」、「大脚怪」等。

## 目击与遭遇
根据目击或遭遇者描述，世界各地出现的野人都有相似的外形特征：直立行走、身高过2公尺、手长垂至膝、脚大、双眼朝前、面似人脸、毛发长且呈黑红色。
在中国西藏、四川和云南高原雪山区曾有“雪人”的目击报告，云南、贵州和广西热带原始森林区有过“野人”目击报告。而在湖北、重庆和陕西三省市交接的神农架林区更有近千起目击和遭遇报告。官方于1980年代曾组织过大规模科学探险队，对神农架林区做了全面的生态、动植物、气候环境考察，虽没拍摄或捕获到“野人”实体，但发现了很多间接证据，最后得出结论，神农架林区适合大型灵长目动物生存繁殖。
北美曾报告有大脚怪的影像证据（比如：帕特森-吉姆林影片），但被怀疑是伪造的。

## 中國古籍記載

圖出自《古今圖書集成·方輿彙編·邊裔典·第一百三十九卷》。

- 郭璞註解《山海經》時，談到《周書》中說：「州靡髴髴者，人身反踵，自笑，笑則上唇掩其面。」足見野人模樣古怪；但依照文字描述的『人身反踵』、『笑則上唇掩其面』，古人敘述的亦有可能是指南亞的紅毛猩猩。
- 《大傳》：「成王時州靡國獻之。」三千多年前州靡國有人將野人獻給周成王。
- 《楚辭·九歌》中的「山鬼」亦即野人。
- 唐陳藏器《本草拾遺》、段成式《酉陽雜俎》及宋趙溍《養疴漫筆》、羅願《爾雅翼》中都記載了南北朝時劉宋皇帝得到雌雄一對野人的事。
- 一說猿猱嗜酒，會釀酒。高誘在《淮南子》的《氾論篇》「猩猩知往而不知來」句下註釋道：「猩猩……嗜酒，人以酒搏之，飲而不耐息，不知當醉，以禽其身」。李日華在《蓬櫳夜話》載：「黃山多猿猱，春夏采雜花果於石窪中，醞釀成酒，香氣溢發，聞數百步。野樵深入者或得偷飲之，不可多，多即減酒痕，覺之，眾猱伺得人，必嬲死之。」屈大均亦說海南島有「猿酒」。陸祚蕃的《粵西偶記》：「平樂等府深山中，猿猴極多，善采百花釀酒。樵子入山得其巢穴者，其酒多至數石，飲之香美異常，名曰猿酒。」古龍的《絕代雙驕》和金庸的《笑傲江湖》第19回《打賭》都提到「猴兒酒」。
- 又一說猿猴好色，會擄走良家婦女。焦延壽的《焦氏易林》載有「南山大玃，盜我媚妾」。玃即大母猴。張華《博物志》卷三「異獸部」說四川的猿猴「伺行道婦女有好者，輒盜之以去……取去為室家，其年少者終身不得還」。

## 质疑的看法
- 没有任何可靠的影像或实体证据，“野人”只是个别人的错觉。
- 从来没有发现过“野人”的尸体、骨骸和化石，古生物学上缺乏证据。
- 有生态学家认为，种族的繁衍需要足够数量的个体，但间接证据可以表明该动物数量不多，不足以维持种族的繁衍，因而可以认为“野人”是不存在的。
- 有人认为“野人”作为一种高等灵长目动物可能在历史上存在了一段时间，但由于人类文明的扩张，栖息地缩减，生态破坏，环境污染等原因，该物种已经灭绝。
- 也有人认为，“野人”只是一种未知的生性机敏的大型猴科或猿科灵长目动物，而并不比猿科更高等。

## 认为真实存在的看法
- 没有捕获到“野人”活体，可能是因为该动物具有相当程度的智能，可以逃避人类的追捕和搜索。
- 大量间接证据表明该动物是比猿类高等的灵长目动物。
- 有大量的目击和遭遇证人。
- 有过“野人”报告的地区大多动植物资源丰富，气候温和，适合高等灵长目动物生存繁衍。（喜马拉雅雪人除外）

## 各種野人
- 雪人
- 大脚怪
- 神農架野人
- 幽威